# Attache-moi ! (manga)
Attache-moi ! (ナナとカオル, Nana to Kaoru, littéralement « Nana et Kaoru ») est un manga écrit et dessiné par Ryuta Amazume. Il est prépublié entre 2008 et 2009 dans le magazine Young Animal Arashi, puis entre octobre 2009 et août 2016 dans le magazine Young Animal, avant d'être compilé en un total de dix-huit tomes. La version française est publiée par Pika Édition depuis mai 2014.
Une adaptation en OAV réalisée par Hideki Okamoto est sortie avec le tome 6 du manga en mars 2011. Deux films live, réalisés par Atsushi Shimizu, sont sortis respectivement le 19 mars 2011 et le 8 septembre 2012.

## Synopsis
Kaoru est un lycéen de 17 ans, mais surtout un fétichiste SM. Il est amoureux de la belle et populaire Nana, son amie d'enfance et voisine, mais ne s'est jamais déclaré. Tout change le jour où la mère de Kaoru décide de cacher les accessoires SM de son fils, afin de le forcer à étudier. Elle demande à Nana de les garder. Cette dernière intriguée, essaye une tenue de cuir... qui va se verrouiller par accident. Elle est donc forcée d'aller demander la clef à Kaoru. C'est le début d'une relation particulière...

## Personnages
Nana Chigusa (千草 奈々) / Nana (ナナ)
Nana est une lycéenne de 17 ans. Elle est très populaire auprès des filles mais aussi des garçons. Fille très active, intelligente, sportive et belle, elle fait partie du conseil des élèves de son lycée. Elle habite seule dans un bâtiment et est la voisine de Kaoru, son ami d'enfance. Au début de l'histoire, on remarque que c'est une fille exemplaire très intelligente mais aussi très stressée par ses études, ce qui fait qu'elle arrive toujours deuxième aux classements des examens. Un jour, la mère de Kaoru lui demande de donner des cours particuliers à son fils pour qu'il réussisse ses études. Nana va donc accepter. Quand elle arrive dans la chambre de Kaoru, elle remarque une tenue en cuir qui appartient à celui-ci. Intriguée, elle l'essaye. C'est à partir de ce moment que Nana et Kaoru vont se fréquenter très souvent pour faire "les pauses" de Nana, pour qu'elle souffle avant ou après chaque examen ou quand elle est stressée.
Kaoru Sugimura (杉村 薫) / Kaoru (カオル)

## Manga
Le manga est écrit et dessiné par Ryuta Amazume depuis 2008. Il a d'abord été prépublié dans le magazine Young Animal Arashi avant d'être transféré en octobre 2009 dans le magazine Young Animal de l'éditeur Hakusensha. Le dernier chapitre est publié le 12 août 2016. La version française est publiée par Pika Édition depuis mars 2014.
Une série intitulée Nana to Kaoru: Black Label a été publiée dans le magazine Young Animal Arashi entre juillet 2010 et avril 2014. Elle a été compilée en un total de cinq tomes entre juin 2011 et juillet 2014,. Celle-ci se déroule pendant les vacances d'été de Nana et Kaoru lors de leur dernière année au lycée. Un manga au format yonkoma a également vu le jour.

### Liste des chapitres
| no | Japonais          | Japonais          | Français         | Français          |
| no | Date de sortie    | ISBN              | Date de sortie   | ISBN              |
| --- | ----------------- | ----------------- | ---------------- | ----------------- |
| 1 | 28 novembre 2008  | 978-4-592-14561-5 | 30 avril 2014    | 978-2-8116-1434-8 |
| Liste des chapitres : - Chapitre 1 : Fantasme - Chapitre 2 : Négociation - Chapitre 3 : Le toucher - Chapitre 4 : Un garçon offensif - Chapitre 5 : Promenade - Chapitre 6 : Faire pipi - Chapitre 7 : Prépare la corde ! - Chapitre 8 : Ligote-la avec la corde ! |                   |                   |                  |                   |
| 2 | 29 mai 2009       | 978-4-592-14562-2 | 2 juillet 2014   | 978-2-8116-1514-7 |
| Liste des chapitres : - Chapitre 9 : Son corps l'interpelle - Chapitre 10 : Tu as peur ?! - Chapitre 11 : Café chaud en hiver - Chapitre 12 : Lecture en cachette - Chapitre 13 : Pervers - Chapitre 14 : Les règles - Chapitre 15 : Le retour de la corde - Chapitre 16 : Opération cadeau de Nana ♥ (avant) - Chapitre 17 : Opération cadeau de Nana ♥ (après) |                   |                   |                  |                   |
| 3 | 29 janvier 2010   | 978-4-592-14563-9 | 3 septembre 2014 | 978-2-8116-1561-1 |
| Liste des chapitres : - Chapitre 18 : Tu vas trop loin, idiot ! - Chapitre 19 : Des fleurs - Chapitre 20 : Une ambiance de ménage à trois - Chapitre 21 : Ménage à trois : la mise en place - Chapitre 22 : Ménage à trois : le dénouement - Chapitre 23 : Ménage à trois délaissé - Chapitre 24 : Piss Panic Pinch - Chapitre 25 : Bravo, tu as bien travaillé ♥ |                   |                   |                  |                   |
| 4 | 28 mai 2010       | 978-4-592-14564-6 | 13 novembre 2014 | 978-2-8116-1635-9 |
| Liste des chapitres : - Chapitre 26 : Sur le balcon - Chapitre 27 : L'objet qui ne se ferme pas - Chapitre 28 : Cours de soutien (1) - Chapitre 29 : Cours de soutien (2) - Chapitre 30 : Ce qui comment par "spa" ? - Chapitre 31 : Over the knee - Chapitre 32 : La fessée - Chapitre 33 : Les souhaits de la belle déchaînée |                   |                   |                  |                   |
| 5 | 29 octobre 2010   | 978-4-592-14565-3 | 18 février 2015  | 978-2-8116-1821-6 |
| Liste des chapitres : - Chapitre 34 : La crème de la vilaine fille - Chapitre 35 : Nana au temple - Chapitre 36 : Le Kaoru de Nana, la Nana de Kaoru et, enfin, Ryôko - Chapitre 37 : Allons au temple ! - Chapitre 38 : Tous au temple pour le nouvel an ! - Chapitre 39 : Pour qui la corde a été nouée ? - Chapitre 40 : Nerveuse à l'extérieur, humide à l'intérieur - Chapitre 41 : Fuite effrénée - Chapitre 42 : Sentiment de culpabilité |                   |                   |                  |                   |
| 6 | 29 mars 2011      | 978-4-592-14566-0 | 20 mai 2015      | 978-2-8116-2054-7 |
| Extra : Dans la version japonaise, le tome 6 (ISBN 978-4-592-10502-2) est sorti en édition limitée contenant l'adaptation en OAV.Liste des chapitres : - Chapitre 43 : Câlins maladroits - Chapitre 44 : Visite au temple, take 2 (1re partie) - Chapitre 45 : Visite au temple, take 2 (2de partie) - Chapitre 46 : Ce qu'on appelle l'anus - Chapitre 47 : Attirés par l'anus - Chapitre 48 : Mettre un suppositoire : tout un art - Chapitre 49 : Impossible de mettre le suppositoire - Chapitre 50 : Tout un plat - Chapitre 51 : Le cercle de l'anus |                   |                   |                  |                   |
| 7 | 28 octobre 2011   | 978-4-592-14567-7 | 9 septembre 2015 | 978-2-8116-2170-4 |
| Extra : Dans la version japonaise, le tome 7 (ISBN 978-4-592-14667-4) est sorti en édition limitée contenant un CD.Liste des chapitres : - Chapitre 52 : De l'autre côté de l'anus - Chapitre 53 : Le secret caché dans l'anus - Chapitre 54 : Vengeance et mécompte de Nana - Chapitre 55 : Stamp ! Stamp ! - Chapitre 56 : Le cabinet de conseils existentiels de Tachibana - Chapitre 57 : Le vrai moi - Chapitre 58 : La détermination du dominant - Chapitre 59 : Le désir du dominant - Chapitre 60 : Ordure                                         |                   |                   |                  |                   |
| 8 | 27 avril 2012     | 978-4-592-14568-4 | 25 novembre 2015 | 978-2-8116-2297-8 |
| Liste des chapitres : - Chapitre 61 : Se surpasser - Chapitre 62 : J'ai piétiné Nana - Chapitre 63 : J'ai piétiné Nana et tout le monde a déboulé - Chapitre 64 : Vous êtes des nazes, vous devriez avoir honte - Chapitre 65 : "..." - Chapitre 66 : Udon ! Udon ! - Chapitre 67 : Tournoi d'athlétisme ① - Chapitre 68 : Tournoi d'athlétisme ② - Chapitre 69 : Tournoi d'athlétisme ③ |                   |                   |                  |                   |
| 9 | 28 septembre 2012 | 978-4-592-14569-1 | 17 février 2016  | 978-2-8116-2302-9 |
| Liste des chapitres : - Chapitre 70 : Tournoi d'athlétisme ④ - Chapitre 71 : Fair-play - Chapitre 72 : Jalouse : mais qu'est-ce qu'ils font à côté ? - Chapitre 73 : Raillée pour avoir mordu à l'hameçon - Chapitre 74 : Un chien fait ouaf - Chapitre 75 : Un chien qui ne peut pas aboyer est juste un humain - Chapitre 76 : Je suis un chien - Chapitre 77 : It's a ouaf-derful time - Chapitre 78 : Rapports entre un chien et son maître |                   |                   |                  |                   |
| 10 | 26 avril 2013     | 978-4-592-14570-7 | 15 juin 2016     | 978-2-8116-3091-1 |
| Liste des chapitres : - Chapitre 79 : Avoir un chien est une grosse responsabilité - Chapitre 80 : Ouaf ! - Chapitre 81 : Sous le ciel étoilé - Chapitre 82 : La marque - Chapitre 83 : Une distance infiniment grande - Chapitre 84 : Porno canin - Chapitre 85 : Le père de Nana - Chapitre 86 : Le sourire de Nana - Chapitre 87 : La souffrance de Nana |                   |                   |                  |                   |
| 11 | 29 juillet 2013   | 978-4-592-14676-6 | 4 janvier 2017   | 978-2-8116-3229-8 |
| Liste des chapitres : - Chapitre 88 : Les tréfonds de Nana - Chapitre 89 : Le SOS de Nana - Chapitre 90 : Le cri de Nana - Chapitre 91 : Nana dans tous ses états - Chapitre 92 : Les sentiments de Nana - Chapitre 93 : Le porte-bonheur de Nana - Chapitre 94 : Plein de Nana - Chapitre 95 : Le marchand de crêpes en haut de la côte ① - Chapitre 96 : Le marchand de crêpes en haut de la côte ② |                   |                   |                  |                   |
| 12 | 29 janvier 2014   | 978-4-592-14677-3 | 17 mai 2017      |                   |
| Liste des chapitres : - Chapitre 97 : Le marchand de crêpes en haut de la côte ③ - Chapitre 98 : Le marchand de crêpes en haut de la côte ④ - Chapitre 99 : Le marchand de crêpes en haut de la côte ⑤ - Chapitre 100 : La dignité perdue ① - Chapitre 101 : La dignité perdue ② - Chapitre 102 : La dignité perdue ③ - Chapitre 103 : Une bague et un collier - Chapitre 104 : Pourquoi ce n'est pas la même chose - Chapitre 105 : Allons faire fabriquer un collier !                                                                                   |                   |                   |                  |                   |
| 13 | 29 août 2014      | 978-4-592-14678-0 | 23 août 2017     |                   |
| 14 | 26 décembre 2014  | 978-4-592-14679-7 | 15 novembre 2017 |                   |
| 15 | 28 avril 2015     | 978-4-592-14680-3 | 21 février 2018  |                   |
| 16 | 25 décembre 2015  | 978-4-592-14684-1 | 23 mai 2018      |                   |
| 17 | 28 avril 2016     | 978-4-592-14685-8 |                  |                   |
| 18 | 28 octobre 2016   | 978-4-592-14689-6 |                  |                   |

## OAV
L'adaptation en OAV est produite par le studio AIC PLUS avec une réalisation de Hideki Okamoto. Elle est sortie le 29 mars 2011 avec l'édition limitée du sixième volume du manga.

## Films live
Le premier film live est diffusé initialement au cinéma Euro Space de Tokyo le 19 mars 2011. Le second film live est diffusé au même endroit du 8 au 21 septembre 2012. Nana est interprété par Maho Nagase et Kaoru par Rakuto Tochihara.